# Alumine activée
L'alumine activée (AA) est un oxyde d'aluminium poreux de surface spécifique très élevée (jusqu'à plus de 300 m2/g).

## Utilisations
Il est utilisé pour des dessiccations liquides ou gazeuses, notamment dans l'industrie pétrochimique.
Il permet d'éliminer l'arsenic et le fluorure de l'eau.